# Harry Gem
Thomas Henry Gem (Birmingham, 21 maggio 1819 – Londra, 4 novembre 1881) è stato un tennista, avvocato, scrittore e soldato britannico.
Insieme al suo amico Augurio Perera, è accreditato come un pioniere del tennis su prato.

## Biografia
Gem nacque a Birmingham, figlio di William Gem, anch'egli avvocato, e fu educato al King's College di Londra. Dal 1841 esercitò la professione di avvocato a Birmingham, diventando cancelliere del magistrato nel 1856.
Molto attivo nella vita locale, Gem scrisse giornalismo e teatro per diverse pubblicazioni locali, raggiunse il grado di maggiore nel 1st Warwickshire Rifle Volunteer Corps e fu attivo in numerosi sport tra cui il cricket e l'atletica. Si dice che abbia vinto una scommessa correndo le 21 miglia da Birmingham a Warwick in meno di tre ore e mezza.

### Tennis sull'erba
Tra gli interessi sportivi di Gem c'era il gioco delle racchette, che giocava al Bath Street Racquets Club adiacente al Racquet Court Inn in Bath Street, Birmingham con il suo amico Augurio Perera, un mercante spagnolo con sede a Birmingham. Frustrati dalle strutture complesse e costose necessarie per le racchette, tuttavia, i due svilupparono un gioco simile che poteva essere giocato all'aperto e potrebbe essere stato giocato sul prato da croquet di Perera al numero 8 di Ampton Road a Edgbaston, incorporando elementi di racchette insieme a caratteristiche del gioco basco della pelota.
Si sa che questo gioco è stato giocato dal 1865, anche se la ricerca ha suggerito che la sperimentazione potrebbe essere iniziata già nel 1859. È quindi chiaramente antecedente al gioco dello sphairistikè, le cui regole furono pubblicate e per il quale l'equipaggiamento fu venduto dal maggiore Walter Clopton Wingfield a partire dal marzo 1874.
Il gioco di Gem e Perera assomigliava anche di più al tennis moderno rispetto a quello di Wingfield in diversi aspetti significativi, in particolare nell'essere giocato su un campo rettangolare in erba di dimensioni e configurazione simili, piuttosto che sul campo a forma di clessidra con una 'vita' a rete che caratterizzava lo sphairistikè di Wingfield. Il gioco di Gem e Perera era originariamente noto come racchette da prato o pelota.

### Primo club di tennis
Tra il 1873 e il 1874 sia Gem che Perera si trasferirono a Leamington Spa e nel 1874 formarono il Leamington Club con Frederic Haynes e Arthur Tomkins, due medici di un ospedale locale, appositamente per giocare al nuovo gioco del tennis sull'erba. Il Leamington Club, rinominato Leamington Lawn Tennis Club alla fine del 1874, divenne così il primo club di tennis del mondo, giocando sui prati del Manor House Hotel di fronte alla nuova casa di Perera in Avenue Road.
Gem era stato anche membro della Edgbaston Archery Society dal 1864 al 1867 e, sebbene non ci siano prove dirette che dimostrino che abbia personalmente introdotto il tennis sull'erba nella società, il gioco era certamente un appuntamento fisso nel calendario della società dal 1875, con la società che fu rinominata Edgbaston Archery and Lawn Tennis Society nel 1877.

## Morte
Gem morì il 4 novembre 1881 a seguito di un incidente avvenuto il 25 giugno di quell'anno, nel campo militare di Sutton Park.